# Aleksiej Murawlow
Aleksiej Aleksiejewicz Murawlow (ros. Алексе́й Алексе́евич Муравлёв; ur. 2 maja 1924 w Tyflisie, zm. 22 kwietnia 2023 w Moskwie) – radziecki kompozytor muzyki filmowej.

## Muzyka filmowa
- 1960: Pierwsza randka
- 1966: Opowieść jak z bajki (Szare kaczątko)
- 1966: Cudowna lampa Aladyna

## Nagrody i odznaczenia
- Nagroda Stalinowska
- Zasłużony Działacz Sztuk RFSRR
- Order Honoru (2005)[2]
- Order Przyjaźni (2014)[3]